# Soust
Der Soust ist ein Fluss in Frankreich, der im Département Pyrénées-Atlantiques in der Region Nouvelle-Aquitaine verläuft. Er entspringt im Gemeindegebiet von Sévignacq-Meyracq, entwässert generell in nördlicher Richtung und mündet nach rund 24 Kilometern im Ballungszentrum von Pau, an der Gemeindegrenze von Pau und Gelos als linker Nebenfluss in einen Seitenarm des Gave de Pau.

## Orte am Fluss
(Reihenfolge in Fließrichtung)
- Soust, Gemeinde Sévignacq-Meyracq
- Bosdarros
- Gelos
- Pau